# 섹스 스캔들 (영화)
섹스 스캔들은 폴란드에서 제작된 마리아 사도프스카 감독의 2021년 드라마, 멜로/로맨스 영화이다. 줄리오 베루티 등이 주연으로 출연하였다.

## 출연

### 주연
- 줄리오 베루티
- 파울리나 갈라즈카
- 카타르지나 피구라